# Radio Club 25
Radio Club 25 (también conocida como Club 25 FM)fue una cadena de radio musical de España, creada por Josep María Francino, activa entre 1979 y 2007. Tenía su sede central en Tarrasa desde donde emitía para toda la provincia de Barcelona y, a lo largo de los años, logró emitir en otras frecuencias de Cataluña (Lérida, Sitges y Calonge) y del resto de España (Inca y Madrid).

## Historia
La historia de Radio Club 25 está ligada a la de Radio Terrassa, emisora en onda media creada en 1933 por Radio Club Terrassa, siendo la tercera radio catalana en emitir y la primera en hacerlo fuera de la ciudad de Barcelona. En 1962 Radio Club Terrassa obtuvo una concesión para emitir en la frecuencia modulada y el 17 de febrero de ese año comenzaron las emisiones bajo la denominación Radio Terrassa FM, inicialmente reemitiendo la misma programa que la estación de onda media. 

"Un año de Radio Club 25 quiere decir un año desde que la Frecuencia Modulada de Radio Terrasa pasó a independizarse de la Onda Media y a constituir un auténtico canal destinado a la música actual"
Josep María Francino (Diario de Terrasa, 11 de octubre de 1980) 

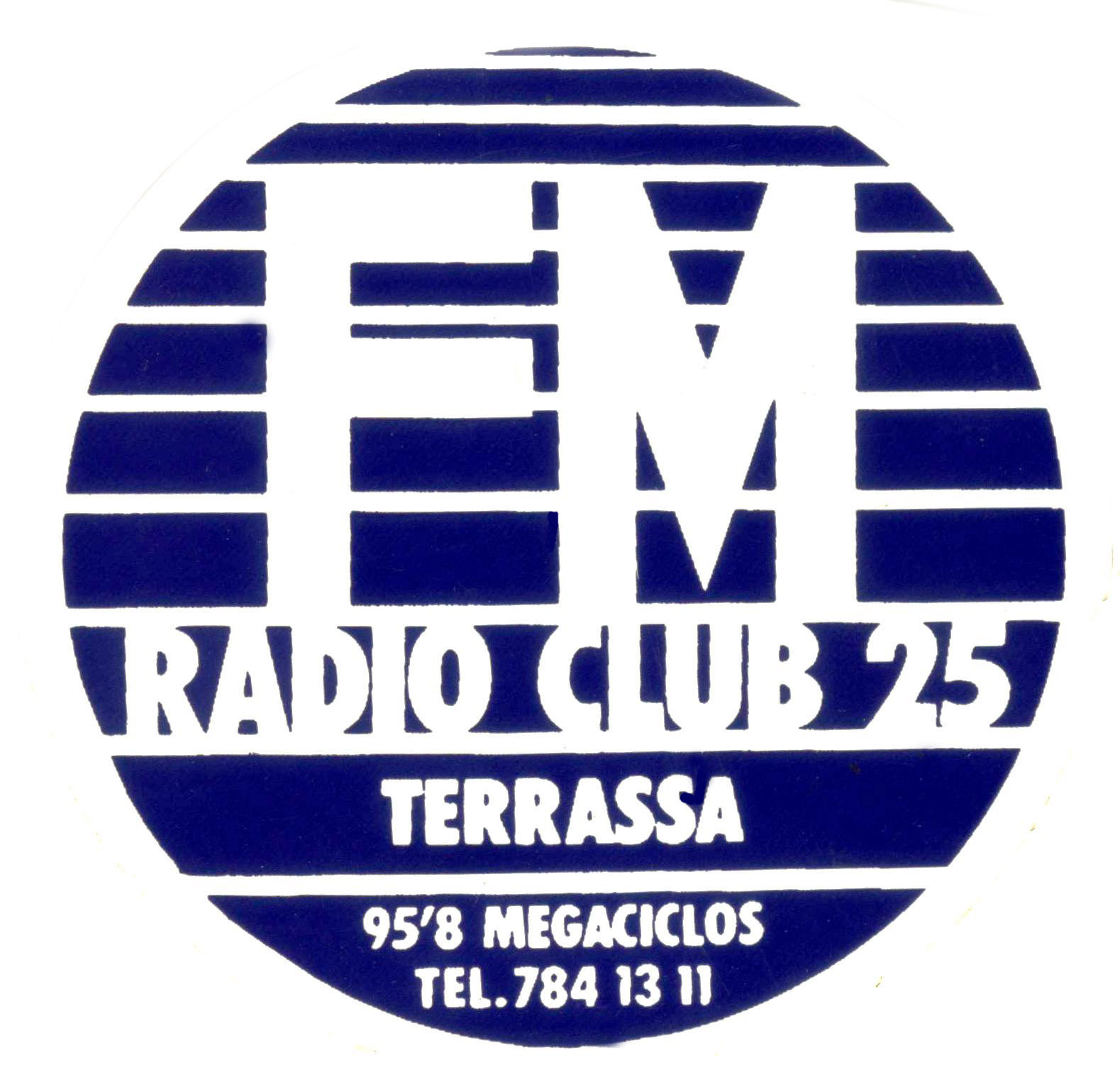
Primer logotipo de Radio Club 25 (1979)

En 1979 Josep Maria Francino planteó una reformulación de esta emisora proponiendo una nueva programación exclusivamente musical que incluyera tanto la emisión de programas como de informativos exclusivamente musicales. Así nació Radio Club 25, cuyo nombre hacía referencia al de su emisora madre, Radio Club Terrassa, y al indicativo EAJ 25 que ostentaba. Las emisiones se inauguraron el 1 de octubre de 1979con una programación que se emitía entre las 07:00h. de la mañana hasta las 01:00h. de la madrugada.

"Pienso que la creación de Radio Club 25 ha representado para Terrasa, en primer lugar, contar con dos emisoras de programación independiente.(...) Representa tener la única emisora que existe en nuestro país con una programación totalmente musical desde los programas a los informativos. El tipo de música es desde la más actual hasta todos los temas que han representado momentos clave de la música joven, pasando por el jazz, rock o la música pop de calidad. Los informativos, de periodicidad horaria, están compuestos única y exclusivamente de noticias del mundo de la música".
Josep María Francino (Revista de Radio Terrasa, any II, noviembre 1980, época IV, nº16)

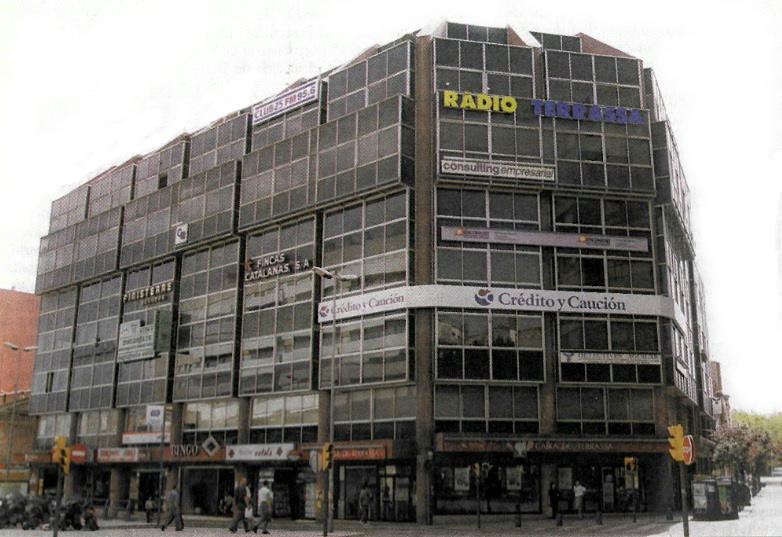
Sede central de Radio Terrassa y Radio Club 25 (1983-2010)

En 1983 los estudios que compartía con Radio Terrassa en la calle de San Pedro se trasladaron a la calle de Guttenberg, nº 3-13, de Tarrasa.
Durante la década de los ochenta junto a la emisora de onda media Radio Terrassa, Radio Club 25 formó parte de Cadena Catalana, una cadena con presencia en toda Cataluña y que a su vez pertenecía a la Cadena Rato. 
En septiembre de 1991 pasó a formar parte de Radio Minuto merced a un acuerdo de asociación con la Cadena SER que duró dos años. Durante ese tiempo Radio Club 25 conservó su nombre y la mayor parte de su programación propia aunque emitía algunos espacios de Radio Minuto como el despertador matinal Arús con leche, dirigido por Alfonso Arús, o los boletines informativos.
A mediados de los años 2000 y gracias al denominado Plan piloto de la Generalidad de Cataluña, Radio Club 25 obtuvo dos frecuencias en FM para emitir en pruebas, de forma temporal pero indefinida, en Sitges y en Calonge (provincia de Gerona). Estas dos frecuencias funcionaron como meros postes repetidores de la programación que se emitía desde Tarrasa.
Tras varios intentos fallidos de introducirse en el mercado catalán, el 28 de diciembre de 2006 el empresario radiofónico Blas Herrero, propietario del Grupo Radio Blanca, adquirió 76% de Radio Club Terrassa. Medio año después, el 11 de julio de 2007, cesaron las emisiones de Radio Club 25, poniendo fin a 28 años de historia. Al día siguiente, sus tres frecuencias (95.5 en Tarrasa/Barcelona, 95.6 en Calonge actualmente Ràdio Capital y 90.6 Sitges actualmente Europa FM) pasaron a emitir la programación de la radiofórmula Kiss FM, una de las cadenas propiedad de Herrero.